# Strumigenys cacaoensis
Strumigenys cacaoensis (лат.) — вид мелких земляных муравьёв из подсемейства Myrmicinae. Африка: Гана, Габон, Кения, Нигерия.
Мелкие муравьи (от 2,7 до 3,3 мм) с сердцевидной головой, сильно расширенной кзади. Отличаются явной преокулярной выемкой, более крупными размерами и формой и расположением зубцов на мандибулах. Проподеум угловатый с парой зубцов. Обладают длинными жвалами (длина головы HL 0,83-0,92 мм, ширина головы HW 0,72-0,80 мм, мандибулярный индекс MI 44-50).
Основная окраска желтовато-коричневая. Мандибулы длинные, узкие (с несколькими зубцами). Стебелёк между грудкой и брюшком состоит из двух члеников: петиолюса и постпетиолюса (последний четко отделен от брюшка), жало развито, куколки голые (без кокона). Специализированные охотники на коллембол. Вид был впервые описан в 1971 году английским мирмекологом Барри Болтоном.